# Horse Lava Tube System
Le Horse Lava Tube System (ou Horse system) est une série de tunnels de lave situés dans le comté de Deschutes, dans l'Oregon, aux États-Unis. Le système commence dans la forêt nationale de Deschutes sur le flanc nord du cratère Newberry et se dirige vers le nord en direction et près de la ville de Bend,. Le système continue vers le nord jusqu'à Redmond aux Redmond Caves (en) et dans le Redmond Canyon, où l'on sait que le dernier segment connu existe ; cependant, la coulée de basalte qui a créé le système va au-delà jusqu'à Crooked River Ranch (en) et se termine juste avant la gorge de la rivière Crooked,. La coulée de lave qui a créé le Horse system est également appelée le Horse Cave lobe et elle a rempli l'ancien canal de la rivière Deschutes qui, à l'époque, coulait autour du côté est de Pilot Butte. Le lobe de Horse Cave fait partie du basalte de la butte Lava Top, qui comprend également le Arnold Lava Tube System (en), le bouclier sans racines Badlands et le basalte de la butte Lava Top, tous ayant un âge géologique d'environ 80 000 ans.